# Григорьевское (Некрасовское сельское поселение)
Григо́рьевское — село в Ярославском районе Ярославской области России. 
В рамках организации местного самоуправления входит в Некрасовское сельское поселение; в рамках административно-территориального устройства включается в Некрасовский сельский округ. 

## География
Село расположено на трассе Р151 «Ярославль — Тутаев — Рыбинск». К селу примыкает деревня Некрасово. От села идут дороги: к посёлку Михайловский на Волге и далее в Норское; к деревне Кобылино. К югу и юго-востоку от села протекает речка Березняк, правый приток Волги.
Улицы
Дачная, Заречная, Клубная, Мира, Мирная, Молодёжная, Новая, Новый переулок, Садовая, Тихая.

## История
7 апреля 1609 года около села, которое тогда называлось Егорьевское, произошла битва ополчения под командованием воеводы Никиты Васильевича Вышеславцева с польско-литовскими войсками начальника польского гарнизона в Ярославле пана Тышкевича. Интервенты были разбиты и покинули оккупированный ими Ярославль. В честь 400-летия этого события в 2009 году в селе установлен памятник, представляющий собой валун с табличкой.
Православный храм Рождества Пресвятой Богородицы построен в 1809 году. В приходе было 10 селений: Григорьевское, Адрюкино, Брашно, Негодяево, Щеглевское, Дулово, Ямино, Некрасово, Шеломово, Кипелки. Действующий.
Согласно Спискам населенных мест Ярославской губернии по сведениям 1859 года казённое и владельческое село Григорьевское (Погибелка), расположенное на почтовом тракте из Ярославля в Романов-Борисоглебск на реке Вздериножке, относилось к 2 стану Ярославского уезда Ярославской губернии. В нём числилось 18 дворов, проживало 43 мужчины и 54 женщины.

## Население
| 1859 | 1989 | 2007 | 2008 | 2010 |
| ---- | ---- | ---- | ---- | ---- |
| 97   | ↗200 | ↗207 | ↘201 | →201 |

По состоянию на 1989 год в селе проживало 200 человек.

## Экономика
Предприятия: ГУП ОПХ «Григорьевское», ЗАО «Левцово».

## Достопримечательности
В селе расположена действующая Церковь Рождества Пресвятой Богородицы (1809).

## Топографические карты
- Лист карты O-37-XXII Ярославль. Масштаб: 1 : 200 000. Состояние местности на 1972 год. Издание 1982 г.